# Żniwa (obraz Pietera Bruegla starszego)
Żniwa (niderl. De oogst) – obraz olejny niderlandzkiego malarza Pietera Bruegla, powstały w 1565, znajdujący się w zbiorach Metropolitan Museum of Art w Nowym Jorku. Dzieło namalowane zostało techniką olejną na desce i ma wymiary 119 × 162 cm. 
Podobnie jak w wielu innych obrazach Pietera Bruegla, malarz skoncentrował się na chłopach i pracy przez nich wykonywanej. Obraz należy do cyklu przedstawiającego poszczególne miesiące danej pory roku, wykonane dla prywatnego zleceniodawcy Nicolaasa Jonghelincka. Wszystkie miały podobne formaty. Obecnie zachowało się jedynie pięć obrazów: Myśliwi na śniegu, Pochmurny dzień, Powrót stada, Sianokosy i Żniwa.

## Opis
Dominującymi kolorami na obrazie są barwy ciepłe oddające atmosferę panującą podczas lata – między innymi odcienie żółci, mające na celu sprawić odczucie ciepła emanującego z letniego pejzażu. Dojrzałe pole pszenicy zostało częściowo ścięte i ułożone w snopy. Na pierwszym planie grupa chłopów zrobiła sobie przerwę w żniwach i piknikuje w cieniu gruszy. Za nimi i po ich lewej stronie widać, że praca trwa: para zbiera pszenicę i wiąże w snopki; trzej mężczyźni (dwóch na bliższym, trzeci na dalszym planie) koszą zboże kosami, a kobiety idą ścieżką przez pole, niosąc na ramionach snopy zboża. Scena rozgrywa się również w oddali, gdzie znajduje się dolina, ożywiona scenami z życia na wsi – kolejne ogromne pole pszenicy i zatoka z widocznymi statkami.
Chłopi piknikujący na pierwszym planie, używają snopów jako ławek i oprócz gruszek, konsumują chleb i mleko z misek. Naprzeciw nich śpi mężczyzna w pozycji całkowitego odosobnienia, co jest powtórzeniem Bruegla z jego obrazu Kraina szczęśliwości, znajdującego się w zbiorach Starej Pinakoteki w Monachium. W humorystyczny sposób dwaj chłopi spożywający posiłek wpatrują się w nas, sugerując że możemy być oglądanymi, a oni widzami.